# فاکسون ام. دین
فاکسون ام. دین (انگلیسی: Faxon M. Dean؛ ‏ ۲۶ مهٔ ۱۸۹۰ – ۲۵ مهٔ ۱۹۶۵) فیلم‌بردار اهل ایالات متحده آمریکا بود.
از فیلم‌هایی که وی در آن‌ها نقش داشته‌است، می‌توان به مسیر الماس، لرد جیم و شجاع‌دل اشاره نمود.